# BNNVARA
BNNVARA est une association publique néerlandaise de production et de radiodiffusion audiovisuelle, opérant sous l'égide de la Nederlandse Publieke Omroep (NPO).
Elle est créée le 1er janvier 2014 à la suite de la fusion des radiodiffuseurs publics BNN et VARA.

## Histoire
Début 2011, les associations de radiodiffusion VARA et BNN annoncent leur fusion. Le 6 novembre 2011, les membres du VARA ont approuvé la fusion après que le conseil des membres de BNN l'ait déjà fait une semaine plus tôt. La VARA et le BNN ont annoncé le 8 février 2012 que la décision de fusion sera définitive.
Le 1er janvier 2014, l'association est fondée sous le nom « BNN-VARA », avec trait d'union, après la fusion de la VARA et le BNN. Seules les activités de radiodiffusion sont transférées à la nouvelle association. Cette association était alors un radiodiffuseur dit de coopération,.
Le BNN et la VARA continuent à utiliser leurs marques distinctes jusqu'au 24 août 2017, les deux diffuseurs diffusant dès lors sur les chaînes et stations de radio de la Nederlandse Publieke Omroep sous le nom BNNVARA.
Le 1er septembre 2018, les membres existants du BNN et de la VARA deviennent automatiquement membres de BNNVARA.

## Programmes
La BNNVARA est à l'origine de programmes variés  diffusés via différentes plateformes.
Elle produit notamment l'émission télévisée Spuiten en Slikken ainsi que la chaîne Youtube qui en dérive : Drugslab.

## Controverses
Quelques mois après ses débuts, le radiodiffuseur se retrouve déjà empêtré dans une polémique. L'humoriste néerlandaise, Sanne Wallis de Vries, a créé une parodie de Toy, la chanson gagnante de l'Eurovision 2018 et interprété par Netta Barzilai, avec des paroles mettant en exergue les violences commises par l'armée israélienne pendant la Marche du retour à Gaza la semaine passée. Cette vidéo, diffusée le 20 mai 2018 en fin d'émission du show consacré à l'humoriste sur la chaîne publique néerlandaise BNNVARA, a suscité la colère d'Israël qui dénonce des « allusions antisémites » « comme se moquer de la nourriture casher ou se référer à l’argent, dans la vieille tradition antijuive ».
Cela a conduit à une plainte déposée par l'ambassade israélienne à l'encontre de la chaîne BNNVARA pour antisémitisme et une enquête a dès lors été ouverte,,.